# Ferrovia Digione-Vallorbe
La ferrovia Digione-Vallorbe (in francese Ligne de Dijon-Ville à Vallorbe) è un'importante linea ferroviaria posta nel centro-est della Francia. Servendo importanti città, quali Digione, Dole, Mouchard, Frasne e Vallorbe. La linea ferroviaria attraversa il Tunnel sotto le prealpi di Vaud (Tunnel du Mont d’Or) e valica il confine franco-svizzero nei pressi di Longevilles-Mont-d'Or, congiungendosi con la FFS nella stazione di Vallorbe.

## Storia
La ferrovia è stata aperta a tratte dal 1855 al 1915.
La linea fu elettrificata in corrente continua a 1500 V nel tratto Digione-Dole 25 kV – 50 Hz nel tratto Dole-Vallorbe e a tra il 1956 e il 1991.

## Percorso
| Continuation backward |

| Station on track |

| Unknown route-map component "hKRZWae" |

| Unknown route-map component "CONTgq" | Unknown route-map component "ABZgr" |  |

| Unknown route-map component "hKRZWae" |

| Stop on track |

| Unknown route-map component "eHST" |

| Unknown route-map component "hKRZWae" |

| Stop on track |

| Unknown route-map component "hKRZWae" |

| Stop on track |

|  | Unknown route-map component "ABZgl" | Unknown route-map component "CONTfq" |

|  | Unknown route-map component "ABZg+l" | Unknown route-map component "CONTfq" |

| Station on track |

| Unknown route-map component "CONTgq" | Unknown route-map component "ABZg+r" |  |

| Unknown route-map component "hKRZWae" |

| Stop on track |

| Unknown route-map component "hKRZWae" |

| Unknown route-map component "eHST" |

| Unknown route-map component "eHST" |

| Unknown route-map component "CONTgq" | Unknown route-map component "ABZg+r" |  |

| Unknown route-map component "BHF+GRZq" |

|  | Unknown route-map component "ABZgl" | Unknown route-map component "CONTfq" |

| Unknown route-map component "CONTgq" | Unknown route-map component "ABZgr" |  |

| Unknown route-map component "hKRZWae" |

| Unknown route-map component "hKRZWae" |

| Unknown route-map component "eHST" |

| Stop on track |

| Unknown route-map component "eHST" |

|  | Unknown route-map component "ABZg+l" | Unknown route-map component "CONTfq" |

| Station on track |

| Station on track |

| Unknown route-map component "CONTgq" | Unknown route-map component "ABZgr" |  |

| Enter and exit tunnel |

| Unknown route-map component "eBHF" |

| Enter and exit tunnel |

| Enter and exit tunnel |

| Unknown route-map component "eHST" |

| Unknown route-map component "CONTgq" | Unknown route-map component "ABZg+r" |  |

| Station on track |

| Unknown route-map component "eHST" |

| Station on track |

|  | Unknown route-map component "ABZgl" | Unknown route-map component "CONTfq" |

| Unknown route-map component "hKRZWae" |

| Enter and exit tunnel |

| Unknown route-map component "eHST" |

| Unknown route-map component "hKRZWae" |

| Stop on track |

| Unknown route-map component "HSTeBHF" |

| Unknown route-map component "tSTRa" |

| Unknown route-map component "tZOLL" |

| Unknown route-map component "tSTRe" |

| Station on track |

|  | Unknown route-map component "eABZgl" | Unknown route-map component "exCONTfq" |

| Continuation forward |